# Dušikovi oksidi
Dušikovi oksidi su niz spojeva dušika i kisika opće formule NOx (x = 0,5 do 2) koji nastaju oksidacijom atmosferskoga dušika pri visokim temperaturnim izgaranjima (industrijski procesi) ili pod utjecajem elektromagnetskoga izboja (munje, kozmičke zrake).

Dušikovi oksidi zagađuju zrak u gradovima, gdje nastaju u automobilskim motorima spajanjem kisika i dušika (oko 2 g po kilometru prijeđenog puta).
Osim dušikova(I) oksida (N2O), svi dušikovi oksidi, prisutni u atmosferi, u manjoj su ili većoj mjeri otrovni i nadražuju ljudske dišne organe.

Oni su glavna komponenta zagađenja atmosfere, uključeni u stvaranje kiselih kiša i fotokemijskoga smoga te stvaranje i razgradnju ozonskoga sloja u stratosferi. U prirodnom ciklusu dušika, dušikovi oksidi su bitna sastavnica nitrifikacije.

Važnu skupinu dušikovih spojeva čine mnogobrojni oksidi u kojima dušik ima pozitivne oksidacijske brojeve od I do V:
- dušikov(I) oksid (N2O, didušikov oksid, zastarjeli nazivi dušikov oksidul i dušikov suboksid, tzv. rajski plin),
- dušikov(II) oksid (NO; dušikov monoksid ),
- dušikov(III) oksid (N2O3; didušikov trioksid),
- dušikov(IV) oksid (NO2; dušikov dioksid),
- dušikov(V) oksid (N2O5; didušikov pentoksid),
- didušikov tetroksid (N2O4)

Polaganom oksidacijom s kisikom iz zraka nastaje dušikov(IV) oksid. Djelovanjem sunčevog svjetla dušikov(IV) oksid se raspada na dušikov oksid i atomni kisik koji s molekulskim kisikom daje ozon.
Dušikov(II) oksid i dušikov(IV) oksid vrlo su otrovni i nastaju reakcijom dušika s kisikom u električnom luku. Ista reakcija se događa u atmosferi pojavom munje.
Dušikov trioksid i didušikov pentoksid anhidridi su dušikaste (odnosno dušične) kiseline.
- Dušikov monoksid, NO
- Dušikov dioksid, NO2
- Dušikov suboksid, N2O
- Didušikov trioksid, N2O3
- Didušikov tetroksid, N2O4
- Didušikov pentoksid, N2O5